# L'Isle-de-Noé
L'Isle-de-Noé är en kommun i departementet Gers i regionen Occitanien i sydvästra Frankrike. Kommunen ligger i kantonen Montesquiou som tillhör arrondissementet Mirande. År 2022 hade L'Isle-de-Noé 543 invånare.

## Befolkningsutveckling
Antalet invånare i kommunen L'Isle-de-Noé
Referens:INSEE